# Sebastian Unger (Meeresbiologe)
Sebastian Unger (* 1976) ist ein deutscher Meeresbiologe. Er war von 2022 bis 2025 Meeresbeauftragter der Bundesregierung.

## Leben
Unger hat einen akademischen Hintergrund in Biologie und Politikwissenschaft. Im Auswärtigen Amt koordinierte er internationale meerespolitische Angelegenheiten, ehe er 2007 stellvertretender Generalsekretär (Deputy-Secretary) der OSPAR-Kommission wurde. 2011 wurde Unger von Klaus Töpfer an das Forschungsinstitut für Nachhaltigkeit des Helmholtz-Zentrum Potsdams geholt. Er gibt Vorlesungen an der Universität Potsdam zum Meeresnaturschutz.
Zum 1. September 2022 wurde er als erster Meeresbeauftragter als Unterabteilungsleiter beim Bundesministerium für Umwelt, Naturschutz, nukleare Sicherheit und Verbraucherschutz berufen. Er vertrat als meerespolitischer Repräsentant bei Verhandlungen über die Ausweisung neuer Meeresschutzgebiete die Standpunkte der deutschen Regierung. Er setzte sich vor allem für eine Qualitätsverbesserung der Meeresschutzgebiete ein. Das Amt des Meeresbeauftragten wurde am 6. Mai 2025 abgeschafft.